# Ernest Wilimowski
Ernest Otton Wilimowski (en allemand : Ernst Otto Willimowski, surnommé « Ezi »), né le 23 juin 1916 à Kattowitz (Empire allemand) et mort le 30 août 1997 à Karlsruhe (Allemagne), est un footballeur qui a porté les couleurs de deux sélections nationales, la Pologne et l'Allemagne.

## Pologne
Ernest Wilimowski est né sous le nom de Ernst Otto Pradella et a grandi dans une famille germanophone de Haute-Silésie. Après la mort de son père Ernst-Roman sur le front ouest de la Première Guerre mondiale, sa mère Paulina se remarie et il est adopté officiellement à l'âge de 13 ans par son beau-père qui est polonais. Il prend alors le nom de Ernest Wilimowski.
Il apprend le football au 1. FC Kattowitz, le meilleur club de la minorité allemande en Pologne. Il joue au poste d'attaquant sur le côté gauche. En 1933 il s'engage avec le club de Ruch Wielkie Hajduki (actuellement Ruch Chorzów). Après avoir inscrit 33 buts lors de sa première saison, il s'impose très vite comme un des leaders de l'équipe. Avec Teodor Peterek et Gerard Wodarz, il forme l'attaque la plus efficace dans l'histoire de la ligue polonaise. Avec eux, Chorzow remportera 5 titres de champion de Pologne en 1933, 1934, 1935, 1936 et 1938. En 1934 et 1936, Ernest Wilimowski est meilleur buteur du championnat.
Ernest Wilimowski a joué pour l'équipe de Pologne de 1934 à 1939. Il a disputé 22 matches et a inscrit 21 buts. Il est le premier joueur de l'histoire à avoir inscrit quatre buts en un seul match en phase finale de coupe du monde, lors d'un match contre le Brésil perdu 6-5 à Strasbourg lors du Mondial 1938.
Le 27 août 1939 à Varsovie, il réalise une autre performance d'exception en marquant 3 buts contre la Hongrie, vice-championne du monde. La Pologne s'impose 4-2. Ce sera le dernier match de Ernest Wilimowski sous les couleurs polonaises. 4 jours plus tard, l'Allemagne nazie envahit la Pologne.

## Allemagne
Devenu citoyen allemand après l'annexion de son pays, il continue à jouer au football alors que le sport est interdit aux Polonais d'origine. Après un match pour son ancienne équipe Ruch, qui s'appelle maintenant Bismarckhütter SV, il retourne dans son premier club, le 1. FC Kattowitz. Mais déjà après cinq mois, il s'engage avec le Polizei-Sportverein Chemnitz. En 1942, il joue pour TSV Munich 1860. Dans la même année, il doit intégrer la Wehrmacht. En 1943, il doit faire service au Gouvernement Général, il joue pour le club militaire LSV Mölders à Cracovie. L'année suivante, il est engagé par le Karlsruher FV.
Sélectionné par l'entraîneur Sepp Herberger, il joue pour l'équipe d'Allemagne durant les années 1941-1942. Il totalisera 8 sélections et 13 buts, dont un quadruplé conte la Suisse à Berne, le 13 octobre 1942.
Il n'a alors que 26 ans mais très vite, l'Allemagne ne peut plus disputer de rencontres internationales à cause de la guerre. Mise au ban des nations après la victoire des Alliés, elle n'aura l'autorisation de prendre part aux compétitions internationales que bien des années après. Il est trop tard pour Ernest Wilimowski même s'il décide de rester en Allemagne et poursuit sa carrière de joueur jusqu'en 1959 dans des clubs comme TSV Detmold, BC Augsburg, FV Offenburg et VfR Kaiserslautern.
Dans la propagande de la République populaire de Pologne, il est attaqué comme traître. Mais après la chute du régime communiste en 1989-1990, il est réhabilité dans de nombreuses publications. Sans être jamais retourné en Haute-Silésie, il meurt à l'âge de 81 ans à Karlsruhe en 1997.